# Ван де Вейвер, Хейди
Хейди Ван де Вейвер (нидерл. Heidi Van De Vijver, род. 31 декабря 1969, Борнем, Антверпен) — бельгийская профессиональная шоссейная велогонщица. Спортивный директор женской велокоманды Fenix-Deceuninck.

## Карьера

Победа Хейди Ван де Вейвер на групповой гонке Чемпионата Бельгии, 1994, Бенш (Морис Террин, Коллекция Музей велосипедного спорта (Бельгия))

Хейди Ван де Вейвер — дочь Пола Ван де Вейвера, бельгийского профессионального велогонщика 1960-х годов. Её племянник Франк также является профессиональным велогонщиком.
До начала спортивной карьеры работала на заводе по производству пластмасс. Она стала работать неполный рабочий день, чтобы иметь возможность больше тренироваться.
В 1988 году она стала чемпионкой Бельгии среди юниоров.
В 1992 году во время гонки Tour de Cycliste féminin она впервые обнаружила, что умеет хорошо преодолевать подъёмы. В итоге она заняла третье место. В 1992 году стала второй в Женском Туре ЕЭС, а в 1993 году выиграла эту гонку. Дважды финишировала третьей в 1992 и 1993 годах на Гранд Букль феминин.
В 1993 году на этапе Tour de Cycliste féminin Хейди Ван де Вейвер финишировала второй на горном этапе, включавшем подъём на Турмале, вслед за Леонтин Ван Морсел. На заключительном этапе она финишировала третьей на Альп-д’Юэз. Эти отличные результаты позволили ей занять третье место в общем зачёте.
В 1993 году Ван де Вейвер впервые вышла на старт Женского Тур де Франс в составе бельгийской команды в качестве ведущей спортсменки. В состав команды входили Кристель Веркс, Анн-Мари Куреман, Ваня Вонкс, Аня Ленаерс и Годелив Янссенс. На втором этапе Ван де Вейвер атаковала более чем за сто километров до конца этапа и пришла к финишу в одиночку. Она выиграла этап, и с этого момента получила майку лидера, в которой и завершила гонку. Победа на женском Тур де Франс привлекла больше внимания к женскому велоспорту, в том числе и в Бельгийской федерации велоспорта. Через год Ван де Вейвер вместе с Патси Маэгерман и Анн-Мари Куреман впервые получили профессиональный статус в команде Vlaanderen 2002, менеджером которой была Кристель Херреманс, спонсором — Реми Де Мур, а менеджером — Фонс Лерой.
До 1995 года Ван де Вейвер зависела от частных спонсоров, которые предоставляли материалы и обеспечивали достаточный уровень подготовки. В 1996 году Хайди Ван де Вейвер покинула команду из-за конфликта с тренером Херремансом, который они не смогли разрешить. Тогда она создала новую команду вместе с Ваней Вонкс. В 1998 году она вернулась в команду Flanders 2002-RDM, которая в 1999 году стала называться Flanders 2002 Ladies Team.
Ван де Вейвер дважды завоевала титул чемпионки Бельгии в групповой гонке — в 1994 и 1998 годах. В 1999, 2000 и 2001 годах — чемпионка Бельгии в индивидуальной гонке.
Она также принимала участие в летних Олимпийских играх 1996 и 2000 годов, где в групповой гонке заняла 20-е и 8-е место, соответственно. Ван де Вейвер сказала, что могла бы финишировать с лучшим результатом, если бы у неё не было проблем со снятием очков на последнем повороте.
В 2004 году Ван де Вейвер получила открытый перелом локтя, что ознаменовало завершение её карьеры.
После окончания карьеры велогонщицы занялась спортивным менеджментом. В 2007 году начала работать в команде AA Drink–leontien.nl в качестве представителя UCI и заместителя спортивного директора. В 2009 году создала собственную команду Red Sun Cycling Team. В конце 2010 года эта команда прекратила свою деятельность. Затем Хейди Ван де Вейвер стала менеджером и спортивным директором команды Kleo Ladies.
В 2015 году у Хайди Ван де Вейвер была своя женская команда под названием Lensworld-Zannata. Она признавала, что содержать команду было сложно в финансовом плане, но то, что она была хорошо известна в мире велоспорта, сыграло ей на руку. Самым приятным в этой работе она считала «гонки» на машине сопровождения и адреналин, который с ними связан.
С марта 2021 года она является спортивным директором бельгийской женской велокоманды Plantur-Pura (в 2023 году команда сменила название на Fenix-Deceuninck). Она была принята на работу с учётом её опыта как гонщика, так и руководителя команды.
Её хобби — Автоспорт и Мотоциклетный спорт.

## Достижения
1990
4-й этап Париж — Бурж
3-я на Париж — Бурж
1991
2-я на Чемпионате Бельгии — групповая гонка
1992
2-я на Женском туре ЕЭС
2-я на Хел ван хет Мергелланд
3-я на Гранд Букль феминин
3-я на GP Jamin
1993
Женский тур ЕЭС
8-й этап Тура де л’Од феминин
3-я на Гранд Букль феминин
1994
 Чемпионат Бельгии — групповая гонка
1996
20-я на Олимпийских играх — групповая гонка
1998
 Чемпионат Бельгии — групповая гонка
1999
 Чемпионат Бельгии — индивидуальная гонка
8а этап Тура де л’Од феминин
2000
 Чемпионат Бельгии — индивидуальная гонка
Вуэльта Майорки
8-я на Олимпийских играх — групповая гонка
2001
 Чемпионат Бельгии — индивидуальная гонка
3-я на Вуэльте Майорки

### Статистика выступления наГранд-турах
| Гонка / Год          | 1990           | 1991           | 1992 | 1993 | 1994           | 1995           | 1996           | 1997           | 1998           | 1999           | 2000           | 2001           | 2002           |
| -------------------- | -------------- | -------------- | ---- | ---- | -------------- | -------------- | -------------- | -------------- | -------------- | -------------- | -------------- | -------------- | -------------- |
| Женский Тур де Франс | 10             | 14             | 2    | 1    | не проводилась | не проводилась | не проводилась | не проводилась | не проводилась | не проводилась | не проводилась | не проводилась | не проводилась |
| Гранд Букль феминин  | не проводилась | не проводилась | 3    | 3    | 7              | 6              | 8              | —              | 26             | —              | 55             | —              | DNF            |
| Тур де л'Од феминин  | 20             | 5              | —    | 5    | 21             | 8              | 7              | 3              | DNF            | 3              | 4              | 19             | 14             |
| Джиро д’Италия Донне | —              | —              | —    | —    | —              | —              | —              | —              | —              | 8              | —              | —              | —              |

### Рейтинги
| Год               | 2001 |
| ----------------- | ---- |
| Мировой кубок UCI | 6-й  |
|                   |      |
| Источник: UCI     |      |